# حمامة بن المعز
حمامة بن المعز بن عطية بن عبد الله بن تبادلت بن محمد بن خزر الزناتي المغراوي الخزري، من أمراء مغراوة

## تاريخ

### حكمه
تولى حكم المغرب بعد وفاة ابن عمه المعز بن زيري بن عطية سنة 422 هـ/1031م جعل من فاس عاصمة له.
تمرد عليه تميم بن زيري «اليفرني» بمدينة سلا، فخرج الأمير حمامة بن المعز متزعما جيشا مكونا من قبائل مغراوة فانهز أمام تميم اليفرني وفَرَّ إلى مدينة وجدة ودخل الأمير تميم لفاس وكان ذلك في جمادى الآخرة 424 هـ فأوقع باليهود وقتل منهم 6000 وأخذ أموالهم وسَبَى نسائهم كما كان مولعا بجهاد برغواطة، هذه الأفعال ترجع لجهل تميم بأمور الدين حسب رأي ابن أبي زرع في كتابه روض القرطاس.
أقام تميم بفاس مدة سبع سنين بينما أقام الأمير حمامة بوجدة سنة واحدة فتفرقت عنه جيوشه، فتوجه لتنس فراسل جموع مغراوة وجمعهم تحت راية واحدة فزحف بهم نحو فاس ففر تميم نحو سلا سنة 429 هـ واسترجع بذلك حمامة ملكه على فاس وأعمال أخرى من المغرب إلى غاية وفاته سنة 440 هـ وتولى من بعده ابنه دوناس بن حمامة 